# 中井真孝
中井 真孝（中井 眞孝、なかい しんこう、1943年5月15日 - 2024年5月20日）は、日本の浄土宗の僧侶・歴史学者。佛教大学名誉教授・元学長、学校法人佛教教育学園理事長。専門は日本古代史・仏教史。浄土宗常照山長香寺住職。

## 経歴
1943年、滋賀県で生まれた。京都府立大学文家政学部文学科を卒業し、大阪大学大学院文学研究科国史学専攻に進んだ。1972年、博士課程を満期退学。
1978年、佛教大学助教授に就いた。1985年に教授昇進。1991年、学位論文『日本古代仏教制度史の研究』を佛教大学に提出して文学博士の学位を取得。1999年より2005年まで学長を務める。2012年より佛教教育学園理事長。2014年に佛教大学を退職し、名誉教授となった。
2024年5月20日に死去。

## 受賞・栄典
- 2019年：春の叙勲で瑞宝中綬章を受章[4][5]。

## 研究内容・業績
専門は日本古代史・仏教史。日本史研究会、大阪歴史学会、仏教史学会に所属して活動した。

## 家族・親族
- 実兄：伊藤唯真は浄土門主であり佛教大学元学長を務めた。

## 著作
著書
- 『日本古代の仏教と民衆』評論社 1973
- 『日本古代仏教制度史の研究』法蔵館 1991
- 『行基と古代仏教』永田文昌堂 1991
- 『朝鮮と日本の古代仏教』東方出版 1994
- 『法然伝と浄土宗史の研究』思文閣出版 1994
- 『法然絵伝を読む』(佛教大学鷹陵文化叢書 12) 思文閣出版 2005
- 『絵伝にみる法然上人の生涯』法藏館 2011
- 『法然上人絵伝の研究』思文閣出版 2013
- 『鎌倉浄土教の先駆者　法然』吉川弘文館 2020

編著
- 『日本名僧論集 第1巻 鑑真』吉川弘文館 1983
- 『奈良仏教と東アジア』雄山閣 1995
- 『念仏の聖者 法然』吉川弘文館 2004
- 『法然上人絵伝』校注、思文閣出版 2012

論文
- CiNii>中井真孝
- INBUDS>中井真孝